# 4e étape du Tour de France 2019
Pour un article plus général, voir Tour de France 2019.
La 4e étape du Tour de France 2019 se déroule le mardi 9 juillet 2019 entre Reims et Nancy, sur une distance de 213,5 kilomètres.

## Parcours
Le parcours de l'étape est assez plat, et en principe destiné pour les équipes de sprinteurs. Avant d'entrer dans Nancy, les coureurs traverseront Villers-lès-Nancy, Laxou et termineront par une ligne droite de 1500 mètres sur le Boulevard d'Austrasie. Ce final n'est pas complètement similaire à l'arrivée de l'étape à Nancy en 2014. En effet, en 2014, l'arrivée était jugée au bout du Cours Léopold, Place Carnot, au centre-ville de Nancy. L'arrivée dans Nancy était accidentée avec la montée de l'avenue de Boufflers, qui, après la côte de Maron, élimina plusieurs sprinteurs de la possibilité de disputer le sprint final. Après la côte de Maron, les derniers kilomètres ne comportent pas de difficulté particulière.

## Déroulement de la course

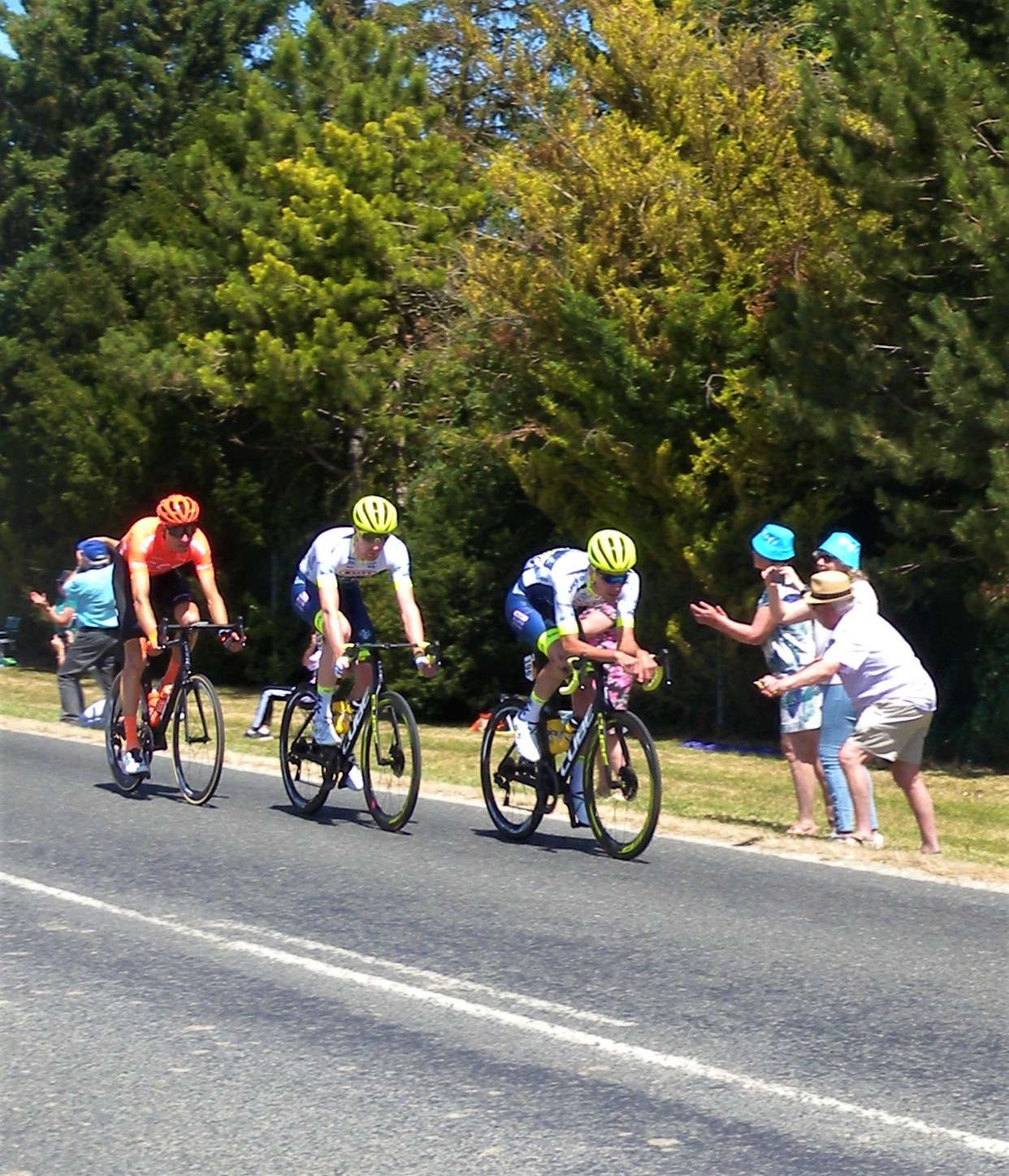
le trio d'échappée

À peine le départ réel donné, Michael Schär, Yoann Offredo et Frederik Backaert s'échappent. Le peloton laisse faire, se contentant de ne pas les laisser prendre plus de 3 minutes d'avance. Ils seront finalement tous repris, Schär en dernier à 18 km de l'arrivée, ce qui lui vaut le prix de la combativité. L'arrivée se joue au sprint, un sprint remporté par Elia Viviani devant Alexander Kristoff et Caleb Ewan. Aucun maillot distinctif ne change de titulaire, et l'équipe Jumbo-Visma reste en tête au classement par équipes.

## Résultats

### Classement de l'étape
| \| Classement de l'étape \| Classement de l'étape \| Classement de l'étape \| Classement de l'étape \| Classement de l'étape \| \| Coureur \| Coureur \| Pays \| Équipe \| Temps \| \| --------------------- \| --------------------- \| --------------------- \| -------------------------- \| --------------------- \| \| 1er \| Elia Viviani \| Italie \| Deceuninck-Quick Step \| 5 h 09 min 20 s \| \| 2e \| Alexander Kristoff \| Norvège \| UAE Team Emirates \| + 0 s \| \| 3e \| Caleb Ewan \| Australie \| Lotto-Soudal \| + 0 s \| \| 4e \| Peter Sagan \| Slovaquie \| Bora-Hansgrohe \| + 0 s \| \| 5e \| Dylan Groenewegen \| Pays-Bas \| Team Jumbo-Visma \| + 0 s \| \| 6e \| Mike Teunissen \| Pays-Bas \| Team Jumbo-Visma \| + 0 s \| \| 7e \| Giacomo Nizzolo \| Italie \| Dimension Data \| + 0 s \| \| 8e \| Jasper Stuyven \| Belgique \| Trek-Segafredo \| + 0 s \| \| 9e \| Michael Matthews \| Australie \| Team Sunweb \| + 0 s \| \| 10e \| Christophe Laporte \| France \| Cofidis, Solutions Crédits \| + 0 s \| |                    |           |                            |                 |
| |                    |           |                            |                 |
| Source : ProCyclingStats |                    |           |                            |                 |
| Classement de l'étape |                    |           |                            |                 |
| Coureur | Coureur            | Pays      | Équipe                     | Temps           |
| 1er | Elia Viviani       | Italie    | Deceuninck-Quick Step      | 5 h 09 min 20 s |
| 2e | Alexander Kristoff | Norvège   | UAE Team Emirates          | + 0 s           |
| 3e | Caleb Ewan         | Australie | Lotto-Soudal               | + 0 s           |
| 4e | Peter Sagan        | Slovaquie | Bora-Hansgrohe             | + 0 s           |
| 5e | Dylan Groenewegen  | Pays-Bas  | Team Jumbo-Visma           | + 0 s           |
| 6e | Mike Teunissen     | Pays-Bas  | Team Jumbo-Visma           | + 0 s           |
| 7e | Giacomo Nizzolo    | Italie    | Dimension Data             | + 0 s           |
| 8e | Jasper Stuyven     | Belgique  | Trek-Segafredo             | + 0 s           |
| 9e | Michael Matthews   | Australie | Team Sunweb                | + 0 s           |
| 10e | Christophe Laporte | France    | Cofidis, Solutions Crédits | + 0 s           |

### Points attribués
| Sprint intermédiaire Lérouville (km 147) | Sprint intermédiaire Lérouville (km 147) | Sprint intermédiaire Lérouville (km 147) | Sprint intermédiaire Lérouville (km 147) | Sprint intermédiaire Lérouville (km 147) |
| ---------------------------------------- | ---------------------------------------- | ---------------------------------------- | ---------------------------------------- | ---------------------------------------- |
|                                          | Coureur                                  | Pays                                     | Équipe                                   | Point(s)                                 |
| 1er                                      | Frederik Backaert                        | Belgique                                 | Wanty-Gobert                             | 20                                       |
| 2e                                       | Michael Schär                            | Suisse                                   | CCC                                      | 17                                       |
| 3e                                       | Yoann Offredo                            | France                                   | Wanty-Gobert                             | 15                                       |
| 4e                                       | Elia Viviani                             | Italie                                   | Deceuninck-Quick Step                    | 13                                       |
| 5e                                       | Sonny Colbrelli                          | Italie                                   | Bahrain-Merida                           | 11                                       |
| 6e                                       | Peter Sagan                              | Slovaquie                                | Bora-Hansgrohe                           | 10                                       |
| 7e                                       | Matteo Trentin                           | Italie                                   | Mitchelton-Scott                         | 9                                        |
| 8e                                       | Michael Matthews                         | Australie                                | Sunweb                                   | 8                                        |
| 9e                                       | Michael Mørkøv                           | Danemark                                 | Deceuninck-Quick Step                    | 7                                        |
| 10e                                      | Andrea Pasqualon                         | Italie                                   | Wanty-Gobert                             | 6                                        |
| 11e                                      | Greg Van Avermaet                        | Belgique                                 | CCC                                      | 5                                        |
| 12e                                      | Iván García Cortina                      | Espagne                                  | Bahrain-Merida                           | 4                                        |
| 13e                                      | André Greipel                            | Allemagne                                | Arkéa-Samsic                             | 3                                        |
| 14e                                      | Cees Bol                                 | Pays-Bas                                 | Sunweb                                   | 2                                        |
| 15e                                      | William Bonnet                           | France                                   | Groupama-FDJ                             | 1                                        |
| modifier                                 |                                          |                                          |                                          |                                          |

| Arrivée d'étape Nancy (km 213,5) | Arrivée d'étape Nancy (km 213,5) | Arrivée d'étape Nancy (km 213,5) | Arrivée d'étape Nancy (km 213,5) | Arrivée d'étape Nancy (km 213,5) |
| -------------------------------- | -------------------------------- | -------------------------------- | -------------------------------- | -------------------------------- |
|                                  | Coureur                          | Pays                             | Équipe                           | Point(s)                         |
| 1er                              | Elia Viviani                     | Italie                           | Deceuninck-Quick Step            | 50                               |
| 2e                               | Alexander Kristoff               | Danemark                         | UAE Emirates                     | 30                               |
| 3e                               | Caleb Ewan                       | Nouvelle-Zélande                 | Lotto-Soudal                     | 20                               |
| 4e                               | Peter Sagan                      | Slovaquie                        | Bora-Hansgrohe                   | 18                               |
| 5e                               | Dylan Groenewegen                | Pays-Bas                         | Jumbo-Visma                      | 16                               |
| 6e                               | Mike Teunissen                   | Pays-Bas                         | Jumbo-Visma                      | 14                               |
| 7e                               | Giacomo Nizzolo                  | Italie                           | Dimension Data                   | 12                               |
| 8e                               | Jasper Stuyven                   | Belgique                         | Trek-Segafredo                   | 10                               |
| 9e                               | Michael Matthews                 | Australie                        | Sunweb                           | 8                                |
| 10e                              | Christophe Laporte               | France                           | Cofidis                          | 7                                |
| 11e                              | Matteo Trentin                   | Italie                           | Mitchelton-Scott                 | 6                                |
| 12e                              | André Greipel                    | Allemagne                        | Arkéa-Samsic                     | 5                                |
| 13e                              | Niccolò Bonifazio                | Italie                           | Total Direct Énergie             | 4                                |
| 14e                              | Matej Mohorič                    | Slovénie                         | Bahrain-Merida                   | 3                                |
| 15e                              | Iván García Cortina              | Espagne                          | Bahrain-Merida                   | 2                                |
| modifier                         |                                  |                                  |                                  |                                  |

|   | \| \| Coureur \| Pays \| Équipe \| Bonifications \| \| - \| ------------------ \| ---------------- \| --------------------- \| ------------- \| \| 1 \| Elia Viviani \| Italie \| Deceuninck-Quick Step \| 10 s \| \| 2 \| Alexander Kristoff \| Danemark \| UAE Emirates \| 6 s \| \| 3 \| Caleb Ewan \| Nouvelle-Zélande \| Lotto-Soudal \| 4 s \| |                  |                       |               |
|   | Coureur | Pays             | Équipe                | Bonifications |
| 1 | Elia Viviani | Italie           | Deceuninck-Quick Step | 10 s          |
| 2 | Alexander Kristoff | Danemark         | UAE Emirates          | 6 s           |
| 3 | Caleb Ewan | Nouvelle-Zélande | Lotto-Soudal          | 4 s           |

### Cols et côtes
| Côte de Rosières (km 121) 4e catégorie (1,0km à 7,0%) | Côte de Rosières (km 121) 4e catégorie (1,0km à 7,0%) | Côte de Rosières (km 121) 4e catégorie (1,0km à 7,0%) | Côte de Rosières (km 121) 4e catégorie (1,0km à 7,0%) | Côte de Rosières (km 121) 4e catégorie (1,0km à 7,0%) |
| ----------------------------------------------------- | ----------------------------------------------------- | ----------------------------------------------------- | ----------------------------------------------------- | ----------------------------------------------------- |
|                                                       | Coureur                                               | Pays                                                  | Équipe                                                | Point(s)                                              |
| 1er                                                   | Michael Schär                                         | Suisse                                                | CCC                                                   | 1                                                     |
| modifier                                              |                                                       |                                                       |                                                       |                                                       |

| Côte de Maron (km 198,5) 4e catégorie (3,2km à 5,0%) | Côte de Maron (km 198,5) 4e catégorie (3,2km à 5,0%) | Côte de Maron (km 198,5) 4e catégorie (3,2km à 5,0%) | Côte de Maron (km 198,5) 4e catégorie (3,2km à 5,0%) | Côte de Maron (km 198,5) 4e catégorie (3,2km à 5,0%) |
| ---------------------------------------------------- | ---------------------------------------------------- | ---------------------------------------------------- | ---------------------------------------------------- | ---------------------------------------------------- |
|                                                      | Coureur                                              | Pays                                                 | Équipe                                               | Point(s)                                             |
| 1er                                                  | Wilco Kelderman                                      | Pays-Bas                                             | Sunweb                                               | 1                                                    |
| modifier                                             |                                                      |                                                      |                                                      |                                                      |

### Prix de la combativité
- Michael Schär (CCC)

## Classements à l'issue de l'étape

### Classement général
| \| Classement général \| Classement général \| Classement général \| Classement général \| Classement général \| \| Coureur \| Coureur \| Pays \| Équipe \| Temps \| \| ------------------ \| ------------------ \| ------------------ \| --------------------- \| ------------------ \| \| 1er \| Julian Alaphilippe \| France \| Deceuninck-Quick Step \| 14 h 41 min 39 s \| \| 2e \| Wout van Aert \| Belgique \| Team Jumbo-Visma \| + 20 s \| \| 3e \| Steven Kruijswijk \| Pays-Bas \| Team Jumbo-Visma \| + 25 s \| \| 4e \| George Bennett \| Nouvelle-Zélande \| Team Jumbo-Visma \| + 25 s \| \| 5e \| Michael Matthews \| Australie \| Team Sunweb \| + 40 s \| \| 6e \| Egan Bernal \| Colombie \| Team Ineos \| + 40 s \| \| 7e \| Geraint Thomas \| Royaume-Uni \| Team Ineos \| + 45 s \| \| 8e \| Enric Mas \| Espagne \| Deceuninck-Quick Step \| + 46 s \| \| 9e \| Greg Van Avermaet \| Belgique \| CCC Team \| + 51 s \| \| 10e \| Michael Woods \| Canada \| EF Education First \| + 51 s \| |                    |                  |                       |                  |
| |                    |                  |                       |                  |
| Source : ProCyclingStats |                    |                  |                       |                  |
| Classement général |                    |                  |                       |                  |
| Coureur | Coureur            | Pays             | Équipe                | Temps            |
| 1er | Julian Alaphilippe | France           | Deceuninck-Quick Step | 14 h 41 min 39 s |
| 2e | Wout van Aert      | Belgique         | Team Jumbo-Visma      | + 20 s           |
| 3e | Steven Kruijswijk  | Pays-Bas         | Team Jumbo-Visma      | + 25 s           |
| 4e | George Bennett     | Nouvelle-Zélande | Team Jumbo-Visma      | + 25 s           |
| 5e | Michael Matthews   | Australie        | Team Sunweb           | + 40 s           |
| 6e | Egan Bernal        | Colombie         | Team Ineos            | + 40 s           |
| 7e | Geraint Thomas     | Royaume-Uni      | Team Ineos            | + 45 s           |
| 8e | Enric Mas          | Espagne          | Deceuninck-Quick Step | + 46 s           |
| 9e | Greg Van Avermaet  | Belgique         | CCC Team              | + 51 s           |
| 10e | Michael Woods      | Canada           | EF Education First    | + 51 s           |

### Classement par points
| Classement par points | Classement par points | Classement par points | Classement par points | Classement par points |
| Coureur               | Coureur               | Pays                  | Équipe                | Points                |
| --------------------- | --------------------- | --------------------- | --------------------- | --------------------- |
| 1er                   | Peter Sagan           | Slovaquie             | Bora-Hansgrohe        | 104 pts               |
| 2e                    | Elia Viviani          | Italie                | Deceuninck-Quick Step | 81 pts                |
| 3e                    | Michael Matthews      | Australie             | Team Sunweb           | 75 pts                |
| 4e                    | Sonny Colbrelli       | Italie                | Bahrain-Merida        | 65 pts                |
| 5e                    | Mike Teunissen        | Pays-Bas              | Team Jumbo-Visma      | 64 pts                |
| 6e                    | Matteo Trentin        | Italie                | Mitchelton-Scott      | 53 pts                |
| 7e                    | Greg Van Avermaet     | Belgique              | CCC Team              | 45 pts                |
| 8e                    | Caleb Ewan            | Australie             | Lotto-Soudal          | 40 pts                |
| 9e                    | Jasper Stuyven        | Belgique              | Trek-Segafredo        | 39 pts                |
| 10e                   | Giacomo Nizzolo       | Italie                | Dimension Data        | 33 pts                |

### Classement du meilleur jeune
| Classement du meilleur jeune | Classement du meilleur jeune | Classement du meilleur jeune | Classement du meilleur jeune | Classement du meilleur jeune |
| Coureur                      | Coureur                      | Pays                         | Équipe                       | Temps                        |
| ---------------------------- | ---------------------------- | ---------------------------- | ---------------------------- | ---------------------------- |
| 1er                          | Wout van Aert                | Belgique                     | Team Jumbo-Visma             | 14 h 41 min 59 s             |
| 2e                           | Egan Bernal                  | Colombie                     | Team Ineos                   | + 20 s                       |
| 3e                           | Enric Mas                    | Espagne                      | Deceuninck-Quick Step        | + 26 s                       |
| 4e                           | David Gaudu                  | France                       | Groupama-FDJ                 | + 37 s                       |
| 5e                           | Gregor Mühlberger            | Autriche                     | Bora-Hansgrohe               | + 51 s                       |
| 6e                           | Tiesj Benoot                 | Belgique                     | Lotto-Soudal                 | + 59 s                       |
| 7e                           | Giulio Ciccone               | Italie                       | Trek-Segafredo               | + 1 min 23 s                 |
| 8e                           | Gianni Moscon                | Italie                       | Team Ineos                   | + 2 min 13 s                 |
| 9e                           | Maximilian Schachmann        | Allemagne                    | Bora-Hansgrohe               | + 2 min 43 s                 |
| 10e                          | Nils Politt                  | Allemagne                    | Katusha-Alpecin              | + 3 min 51 s                 |

### Classement du meilleur grimpeur
| Classement de la montagne | Classement de la montagne | Classement de la montagne | Classement de la montagne | Classement de la montagne |
| Coureur                   | Coureur                   | Pays                      | Équipe                    | Points                    |
| ------------------------- | ------------------------- | ------------------------- | ------------------------- | ------------------------- |
| 1er                       | Tim Wellens               | Belgique                  | Lotto-Soudal              | 7 pts                     |
| 2e                        | Xandro Meurisse           | Belgique                  | Wanty-Gobert              | 3 pts                     |
| 3e                        | Greg Van Avermaet         | Belgique                  | CCC Team                  | 2 pts                     |
| 4e                        | Wilco Kelderman           | Pays-Bas                  | Team Sunweb               | 1 pt                      |
| 5e                        | Michael Schär             | Suisse                    | CCC Team                  | 1 pt                      |
| 6e                        | Julian Alaphilippe        | France                    | Deceuninck-Quick Step     | 1 pt                      |
| 7e                        | Nairo Quintana            | Colombie                  | Movistar Team             | 1 pt                      |

### Classement par équipes
| Classement par équipes | Classement par équipes | Classement par équipes | Classement par équipes |
| Équipe                 | Équipe                 | Pays                   | Temps                  |
| ---------------------- | ---------------------- | ---------------------- | ---------------------- |
| 1re                    | Team Jumbo-Visma       | Pays-Bas               | 44 h 35 min 04 s       |
| 2e                     | Team Sunweb            | Allemagne              | + 1 min 44 s           |
| 3e                     | EF Education First     | États-Unis             | + 1 min 57 s           |
| 4e                     | Team Ineos             | Royaume-Uni            | + 2 min 02 s           |
| 5e                     | Groupama-FDJ           | France                 | + 2 min 08 s           |
| 6e                     | Mitchelton-Scott       | Australie              | + 2 min 44 s           |
| 7e                     | Astana                 | Kazakhstan             | + 2 min 49 s           |
| 8e                     | Bora-Hansgrohe         | Allemagne              | + 3 min 04 s           |
| 9e                     | Bahrain-Merida         | Bahreïn                | + 3 min 37 s           |
| 10e                    | Dimension Data         | Afrique du Sud         | + 4 min 14 s           |

## Le maillot jaune du jour
Chaque jour, un maillot jaune différent est remis au leader du classement général, avec des imprimés rendant hommage à des coureurs ou à des symboles qui ont marqué l'histoire l'épreuve, à l'occasion du centième anniversaire du maillot jaune.
La cathédrale de Reims, où ont été sacrés de nombreux rois de France, est représentée sur le maillot jaune du jour.